# Рощинське
Ро́щинське (каз. Рощинское) — село у складі Тайиншинського району Північноказахстанської області Казахстану. Адміністративний центр Рощинського сільського округу.
Населення — 419 осіб (2021; 531 у 2009, 775 у 1999, 943 у 1989).
Національний склад станом на 1989 рік:
- українці — 33 %
- німці — 28 %.

Колишня назва — Богодуховка.